# M'Semrir
M'Semrir (àrab امسمرير) és una comuna rural de la província de Tinghir de la regió de Drâa-Tafilalet. Segons el cens de 2014 tenia una població total de 8.866 persones.